# Liste der Kulturdenkmäler in Unkenbach
In der Liste der Kulturdenkmäler in Unkenbach sind alle Kulturdenkmäler der rheinland-pfälzischen Ortsgemeinde Unkenbach aufgeführt. Grundlage ist die Denkmalliste des Landes Rheinland-Pfalz (Stand: 27. November 2018).

## Einzeldenkmäler
| Bezeichnung            | Lage                | Baujahr                | Beschreibung | Bild                           |
| ---------------------- | ------------------- | ---------------------- | --- | ------------------------------ |
| Schulhaus              | Hauptstraße 15 Lage | 1848/49                | ehemaliges Schulhaus mit Lehrerwohnung; Putzbau mit vorkragendem Satteldach, 1848/49; ortsbildprägend                                                   | Fotos hochladen                |
| Protestantische Kirche | Hauptstraße 18 Lage | 1861–63                | neugotischer Sandsteinquader-Saalbau, 1861–63, Architekt Bezirksbauschaffner Hepp, Alsenz, Turmerneuerung 1938; Walcker-Orgel von 1907; ortsbildprägend | weitere Bilder Fotos hochladen |
| Wohnhaus               | Hauptstraße 22 Lage | frühes 18. Jahrhundert | barockes Wohnhaus, teilweise Fachwerk, frühes 18. Jahrhundert; Backofen; zwei eingetiefte Keller                                                        | Fotos hochladen                |
| Hofanlage              | Hauptstraße 24 Lage | 17. Jahrhundert        | Hofanlage; barockes Wohnhaus, teilweise Fachwerk, 17. Jahrhundert                                                                                       | Fotos hochladen                |